# IC 922
IC 922 је елиптична галаксија у сазвјежђу Велики медвјед која се налази на листи објеката дубоког неба у Индекс каталогу.
Деклинација објекта је + 55° 36' 10" а ректасцензија 13h 43m 14,4s. Привидна величина (магнитуда) објекта IC 922 износи 15,2 а фотографска магнитуда 16,2.